# Leech (Marvel)
Leech is een personage uit de strips van Marvel Comics. Hij verscheen voor het eerst in Uncanny X-Men als lid van de Morlocks.
Leech is een mutant van ongeveer 12 jaar oud. Hij heeft de gave om de superkrachten van anderen (vooral mutanten) op te heffen. Hij spreekt altijd in gebroken Engels en refereert aan zichzelf in de derde persoon. Hij zat bij de Morlocks vanwege zijn fysieke mutaties (groene huid en maar drie vingers aan een hand).

## Biografie
Leech werd als kind in de steek gelaten door zijn ouders toen zijn mutatie zichtbaar werd. Hij werd gevonden door de Morlock Caliban en samen met een paar andere mutanten opgevoed door Annalee. Hij raakte bevriend met X-Factorlid Artie Maddicks en ontmoette de X-Men een paar keer.
Gedurende de Mutant Massacre verhaallijn liet Mister Sinister zijn helpers de Morlocks opjagen en afslachten, in een poging de wereld te verlossen van de genetisch onzuivere mutanten. Leech en Caliban overleefden door tussenkomst van Power Pack en de X-Terminators. Leech sloot zich bij Artie en X-Factor aan.
Kort hierop werden Leech en Artie gevangen door mutantenjagende demonen. Ze werden gered door X-Factor, ditmaal geholpen door de New Mutants. Ze werden echter opnieuw gevangen, ditmaal door Gene Nation. Deze groep bestond uit tweede generatie Morlocks, de nakomelingen van de Morlocks die de slachtpartij hadden overleefd. Ze werden geboren en opgevoed in en alternatieve dimensie waar de tijd sneller ging dan op Aarde. De groep wilde nu wraak door zo veel mogelijk mensen op te jagen en te vermoorden. Artie en Leech wilden hier niets mee te maken hebben, en ontsnapten met behulp van Generation X. De twee werden juniorleden van Generation X, totdat het team uit elkaar ging.
Leech en Artie werden toegelaten op de Massachusetts Academy onder toezicht van Emma Frost. Toen ze Franklin Richards ontmoetten, werden ze toegelaten tot zijn tijdelijke team genaamd de Daydreamers. Dit team ging uit elkaar toen Franklins ouders, en alle andere helden die om leken te komen tijdens het gevecht met Onslaught, terugkeerden uit de alternatieve realiteit waar Franklin hen heen had gestuurd.
Een tijdje werd de academie gesloten, en Leech werd waarschijnlijk naar een andere school gestuurd (dit is echter nooit bevestigd). Wat wel bekend is, is dat hij uiteindelijk werd gevangen door het opnieuw opgestarte Weapon X programma. Hij werd door hen gebruikt om gevangen mutanten onder controle te houden.
Na de gebeurtenissen uit House of M bleek Leech een van de 198 mutanten te zijn die zijn krachten niet had verloren. Hij werd toegelaten op het Xavier Institute. Hij werd voor het laatst gezien in gezelschap van Lorelei.

## Krachten
Leech kan de superkrachten van andere mutanten en supermensen afzwakken of zelfs geheel tenietdoen, waardoor ze gewone mensen worden. Hoelang hij iemands krachten kan doen verdwijnen is niet bekend. Eerst werd gedacht dat zijn krachten alleen op mutanten werken, maar in de "Mutant Massacre" verhaallijn bleek het ook effect te hebben op andere supermensen (hij maakte Power Pack machteloos). Leech krachten waren eerst onbeheersbaar, maar hij lijkt er nu controle over te hebben. Leech krachten hebben ook fysiek invloed op anderen. Als hij bijvoorbeeld de krachten van iemand die over bovenmenselijke spierkracht beschikt tenietdoet, wordt die persoon erg mager en kwetsbaar.

## Leech in andere media

### Televisie
- Leech verscheen in een aantal afleveringen van de X-Men animatieserie. Zijn bekendste optreden was in de aflevering Have Yourself a Morlock Little X-Mas waarin hij een bloedtransfusie van Wolverine nodig had. Zijn stem werd gedaan door John Stocker.
- Leech verscheen ook in de animatieserie X-Men: Evolution. Hij werd geïntroduceerd in de aflevering Uprising. De Leech in deze serie heet in werkelijkheid Dorian. Hij ziet eruit als een normaal mens, met een ietwat bleekgroene huid. Zijn krachten zijn ook groter in deze serie, aangezien hij in staat is naast superkrachten ook elke vorm van energie teniet te doen. In de laatste aflevering gebruikt Rogue zijn krachten om Apocalypse te verslaan.

### Film
Leech heeft een belangrijke rol in de film X-Men: The Last Stand, waarin hij wordt gespeeld door Cameron Bright. Leech (die in de film in werkelijkheid Jimmy heet) is in de film een mutant die de mutatie van iedere mutant die in zijn buurt komt automatisch tenietdoet. (Niet alleen superkrachten, maar ook fysieke mutaties. Dit wordt duidelijk wanneer Beast zijn hand uitsteekt naar Leech, en zijn hand opeens verandert in een gewone mensenhand. Zijn genen worden gebruikt om het medicijn tegen mutatie te maken. Hij ziet er echter uit als een normaal mens, en niet groen met slechts drie vingers zoals in de strips. Leech is de reden dat Magneto en zijn Brotherhood of Mutants Alcatraz aanvallen, aangezien hij de bron is van het medicijn. Juggernaut probeert Leech te doden, maar hij wordt gered door Shadowcat. Op het eind van de film is hij te zien als student aan Xaviers school.